# 特性インピーダンス
特性インピーダンス（とくせいインピーダンス、英: characteristic impedance、surge impedance）は、電気回路学での交流を伝送する分布定数回路における電圧と電流の比、電磁気学における電磁波を取り扱う場合の電界と磁界の比である。
以下では、電気工学の慣例に従い、虚数単位として j を用いる。交流の角周波数を {\displaystyle \omega =2\pi f} とする。

## 分布定数回路の特性インピーダンス
抵抗、インダクタ、キャパシタ等の個別の素子を持つ集中定数回路に対し、交流電圧・電流の伝送を意図したケーブル等で交流の波長に対して無視できないサイズのケーブル長の伝送路の回路を分布定数回路、分布定数線路という。一様な伝送路であれば交流電圧・電流は伝送路上の電圧と電流が変化しながら伝播する。このとき伝送路上を進む電圧と電流の比は分布定数線路の種類や構造から定まる電気的特性によって決まる。この比を特性インピーダンスと呼ぶ。電気回路でのインピーダンスからのアナロジーの概念である。
特性インピーダンスの概念は物理学者のオリヴァー・ヘヴィサイドによって導入された。
一様な伝送路における特性インピーダンスZ0は次式で表され、周波数の関数である。
{\displaystyle Z_{0}={\sqrt {\frac {R+j\omega L}{G+j\omega C}}}}
ここで、R, L, G, C はそれぞれ伝送路の単位長あたりの直列抵抗 (オーム:Ω)、直列インダクタンス (ヘンリー:H)、並列コンダクタンス (ジーメンス:S)、並列静電容量 (ファラド:F)である。特性インピーダンスの物理的次元および単位はインピーダンスに一致し、単位はオーム(Ω)である。特性インピーダンスの逆数を特性アドミタンス(単位ジーメンス:S)ということがある。
さらに、伝送線路が無損失、すなわち R=0、G=0 の条件では、
{\displaystyle Z_{0}={\sqrt {\frac {L}{C}}}}
となり、周波数に無関係な定数となる。
分布定数回路における特性インピーダンスの導出と終端におけるインピーダンス整合については分布定数回路を参照のこと。

## 電磁波の特性インピーダンス
電磁波における特性インピーダンス（英: Wave impedance）は、

電場 E と磁場 H の比である。電磁波が伝播する媒質の誘電率と透磁率を ε、μ とすれば、特性インピーダンス Z は次式で示される（この式はマクスウェルの方程式から導出される）。前提条件により負号が付くことがある。
{\displaystyle Z={\frac {E}{H}}={\sqrt {\frac {\mu }{\varepsilon }}}}
物理的次元および単位はインピーダンスに一致し、単位はオーム (Ω) である。
真空中の特性インピーダンス Z0 は自由空間のインピーダンス (英: Impedance of free space) とも呼ばれる。その値は約376.73 Ωであり、大気でもほぼ同じである。強磁性体以外の物質の比透磁率はほぼ1である。誘電率は周波数（波長）の関数であり一定ではなく、特にマイクロ波以下（可視光を含む）の波長領域では大気の誘電率が大きく変化するため真空での値を代用することはできない。
真空のインピーダンスを用いると、真空の構成方程式を以下のように書ける。{\displaystyle c_{0}}は真空中の光速度である。
{\displaystyle {\begin{bmatrix}{\boldsymbol {E}}\\c_{0}{\boldsymbol {B}}\end{bmatrix}}=Z_{0}{\begin{bmatrix}c_{0}{\boldsymbol {D}}\\{\boldsymbol {H}}\end{bmatrix}}}